# Tanjung Tayas
Tanjung Tayas is een bestuurslaag in het regentschap Tanjung Jabung Barat van de provincie Jambi, Indonesië. Tanjung Tayas telt 937 inwoners (volkstelling 2010).